# Kishane Thompson
Kishane Thompson (* 17. Juli 2001 in Mitchell Town) ist ein jamaikanischer Leichtathlet, der sich auf den Sprint spezialisiert hat. Er gewann bei den Olympischen Spielen 2024 in Paris die Silbermedaille im 100-Meter-Lauf.

## Leben
Thompson wuchs im Süden Jamaikas im Clarendon Parish auf und besuchte dort die Bustamante High School und später die Garvey Maceo High School, wo er vom jamaikanischen Mittelstreckenläufer Neville Myton trainiert wurde. Nach Abschluss der High School lehnte er ein Auslandsstipendium am Iowa Western Community College ab, um in der Nähe seiner Familie, insbesondere seines Zwillingsbruders Kishaun, bleiben zu können. Thompson ist seit 2019 Mitglied im MVP Track & Field Club unter der Leitung von Paul Francis und studiert Sportmanagement an der University of Technology in Kingston.

## Sportliche Laufbahn
Thompson überraschte 2023 bei seiner erstmaligen Teilnahme an den nationalen Meisterschaften mit einer Zeit von 9,91 Sekunden über die 100 Meter im Vorlauf. An den weiteren Läufen nahm er jedoch nicht teil, was sein Trainer mit einem vorgefassten Plan begründete, wonach Thompson in diesem Jahr nur an Einzelläufen teilnehmen solle, nachdem er in den Vorjahren mit Verletzungen zu kämpfen hatte.
Seinen Einstieg in die Diamond League begann Thompson am 21. Juli 2023 beim Herculis in Monaco, wo er mit einer Zeit von 10,04 Sekunden Fünfter wurde. Bei dem Diamond-League-Rennen in Xiamen erzielte er Anfang September 2023 eine neue persönliche Bestleistung von 9,85 Sekunden.
Bei den Jamaican Olympic trials vom 27. bis 29. Juni 2024 setzte er zunächst eine Bestmarke von 9,82 Sekunden, welche er im Finale auf eine neue persönliche Bestleistung über 100 Meter von 9,77 Sekunden verbesserte. Thompson ist mit dieser Zeit der neuntschnellste Sprinter über diese Distanz. Mit dem Sieg qualifizierte er sich zudem für die Olympischen Spiele in Paris, wo er als Goldfavorit galt.
Bei den Olympischen Spielen in Paris 2024 gewann Thompson über 100 Meter sowohl seinen Vorlauf als auch sein Halbfinale. Im Finale unterlag er mit 9,79 Sekunden äußerst knapp dem Amerikaner Noah Lyles. Nach Auswertung des Zielfotos trennten beide nur fünf Tausendstel voneinander. Des Weiteren trat Thompson in der 4-mal-100-Meter-Staffel an, das jamaikanische Quartett schied allerdings bereits im Vorlauf aus.
Ende Juni 2025 verbesserte Thompson seine Bestzeit über 100 m um zwei Hundertstel Sekunden auf 9,75 s. Er ist damit der sechstschnellste Sprinter aller Zeiten. Seit Mai 2015 war kein Athlet über 100 m mehr so schnell.